# 赫拉德·飞利浦

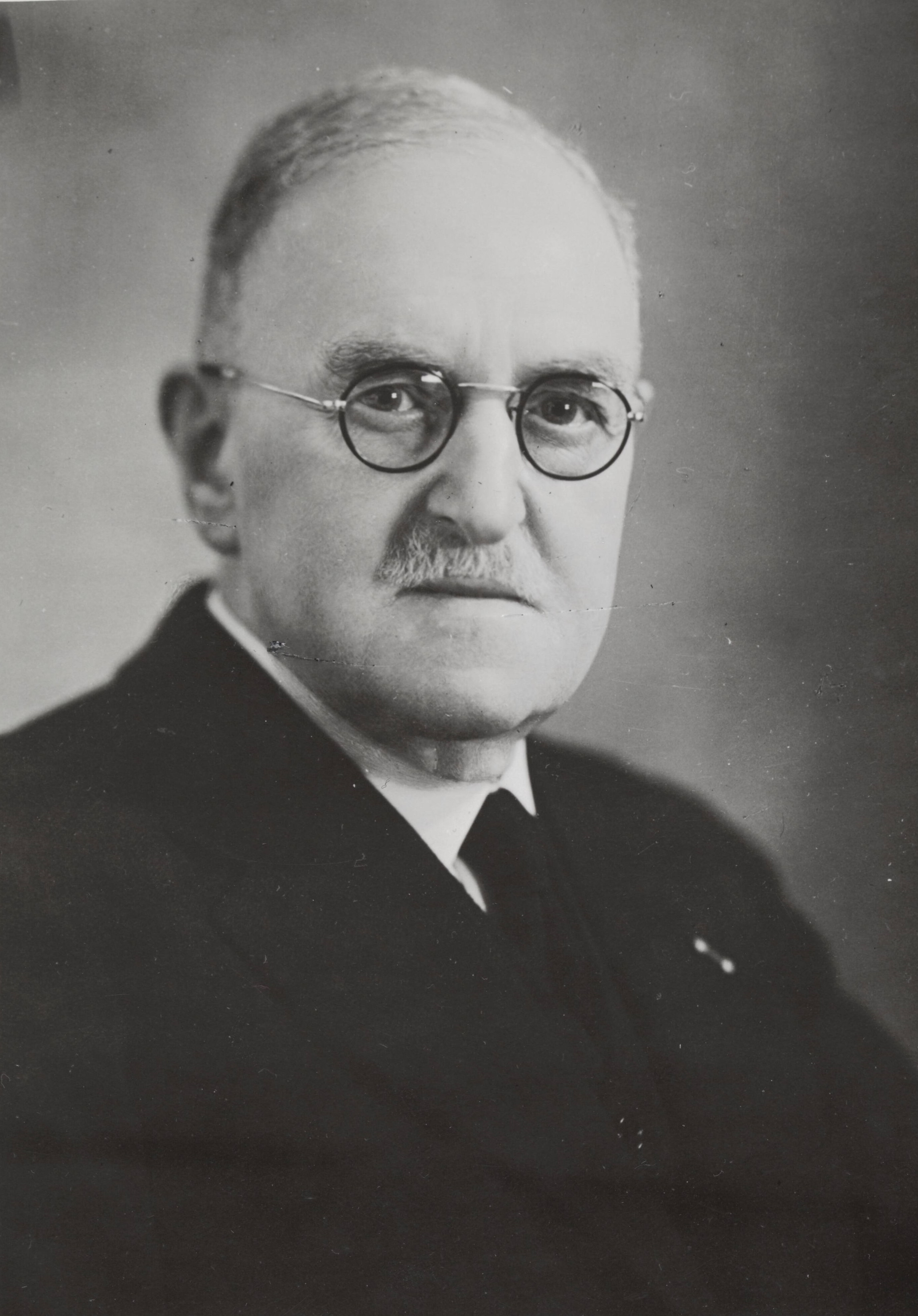
赫拉德·飞利浦

赫拉德·伦纳德·弗雷德里克·飞利浦（荷蘭語：Gerard Leonard Frederik Philips；1858年10月9日—1942年1月26日）是一位荷兰实业家。他出生于扎尔特博默尔的一个犹太人家庭，毕业于代尔夫特理工大学。1891年，与其父弗雷德里克·飞利浦（卡尔·马克思的母方表弟）共同创办家族企业“飞利浦”。1912年，与其弟安东·飞利浦将该企业改组为“飞利浦灯泡股份有限公司”。最后，在海牙去世。